# Бершадский, Марк Леонтьевич
Марк Леонтьевич Бершадский (22 мая 1919 — 28 марта 1942) — поэт и прозаик, погибший на фронте: офицер Красной Армии, лейтенант, командир стрелкового взвода и ответственный секретарь бюро ВЛКСМ 1326-го стрелкового полка 415-й стрелковой дивизии.

## Биография
Родился в 1919 году в Харькове. Еврей. Отец Леонтий Маркович Бершидский. Учился в московской школе № 242 и музыкальном училище при Московской консерватории по классу скрипки. Писал стихи и прозу. К 1941 году Марк окончил три курса Института истории, философии и литературы (ИФЛИ).
В первые дни войны вступил в народное ополчение Москвы (13-я Ростокинская дивизия народного ополчения). С августа — курсант Краснознамённого училища имени Верховного Совета РСФСР (бывшее Пехотное училище им. ВЦИК). В конце января 1942 года, после окончания училища, лейтенант Бершадский был направлен в 1326-й стрелковый полк 415-й стрелковой дивизии 43-й армии Западного фронта.
Был дружен с молодым поэтом Евгением Астерманом, с семьёй Лунгиных, Давидом Самойловым.
Погиб на фронте. Убит в бою у деревни Косая Гора Износковского района Смоленской области. Похоронен в братской могиле рядом с местом гибели, в Юхновском районе ныне Калужской области, село Климов Завод.

## Оценки
Давид Самойлов позднее написал о Бершадском: «В Марке мы потеряли истинного писателя, только становившегося на путь».

...также стали бы (я не сомневаюсь в этом) известными литераторами, если бы не погибли на войне. Это был Марк Бершадский, писавший превосходные, тонкие, блистательно отделанные юмористические рассказы. Два из них — всё, что было опубликовано при его жизни, — мне недавно удалось отыскать в довоенном комплекте «Крокодила».— Сергей Львов — Эхо в веках.- М.: Книга, 1969. — 158 с. — стр. 146